# 송대관
송대관(宋大寬, 1946년 6월 2일~2025년 2월 7일)은 대한민국의 가수이다. 

## 생애
1946년 6월 2일 전라북도 정읍군 태인면 태성리(현재의 전북특별자치도 정읍시 태인면 태성리)에서 태어났다. 할아버지는 3·1운동 당시 태극기와 독립 선언서를 배포하며 독립운동을 도와 일제의 보안법 위반으로 갖은 고초를 겪은 송영근이며 1942년에 사망하였다. 아버지도 한국 전쟁 때 실종되어 홀어머니 밑에서 성장하였다. 송대관은 실종된 아버지의 시신을 아직까지도 찾지 못하였다고 한다. 1965년에 전주영생고를 졸업한 송대관은 서울로 상경하여 오아시스 레코드의 사장인 손진석을 만나 그의 일을 도우면서 가수 트레이닝을 받게 되었고, 1967년에 정통 트로트 《인정많은 아저씨》(초원 작사/ 김성유 작곡)를 발표하며 가수로 데뷔하였다. 송대관이 데뷔하던 당시에는 남진과 나훈아가 대중들의 주목을 받던 상황이었기 때문에 아무런 호응을 얻지 못하고 무명으로 전락하였다. 1971년 부르스 느낌이 나는 《세월이 약이겠지요》(송대관 작사/ 신대성 작곡)를 발표하였는데 이 곡이 인지도를 얻으며 방송 출연량이 증가하였다. 그러다가 1975년에 《해뜰날》(송대관 작사/ 신대성 작곡)이 크게 히트하면서 본격적으로 송대관이라는 이름을 대중들에게 널리 알리며 전성기를 맞이하였다. 특히 이 곡은 반복적이며 희망적이고 긍정적인 가사와 경쾌한 멜로디가 돋보이며 당시 남진, 나훈아, 하춘화 등 대세 가수들을 제치며 인기몰이를 하고 1976년 방송국 가요대상 3개를 수상하고 동시에 가수왕에 등극하기에 이르렀다.
《해뜰날》의 대히트로 일약 스타가 되었던 송대관은 이 때부터 꾸준히 음반을 발매하며 가수 활동에 전념하였고, 1976년 영화에도 출연하여 스크린에도 데뷔하였다. 하지만 경제적으로 힘들었던 송대관은 결국 1980년에 미국으로 이민을 가면서 돈을 벌기 위해 다양한 일들을 하면서 생계를 이어갔다. 송대관은 약 10년 간 미국 생활을 하다가 1988년에 귀국하였다. 귀국 후 《혼자랍니다》(신대성 작사/ 신대성 작곡)를 부르며 인지도를 얻다가 1989년 《정 때문에》(장경수 작사/ 정주희 작곡)를 발표하고 나서 20만장의 레코드판매량을 기록하고 라디오 차트 분야에서 3개월간 1위를 하며 다시금 인기를 누리게 되었다. 이후 1990년대에 곡 제목처럼 실제로 차표를 들고 노래를 부르며 대중들에게 각인시킨 《차표 한장》(조동산 작사/ 원희명 작곡), 《인생은 생방송》(김동찬 작사/ 박현진 작곡), 《고향이 남쪽이랬지》(조동산 작사/ 조동산 작곡) 등 수많은 곡을 히트시켰다.
송대관은 1980년대 후반부터 트로트를 부활시키는데 결정적인 역할을 하였고, 그 역할의 중심이 되었던 현철, 태진아, 설운도와 함께 트로트 4대 천왕 체제를 구축하였다. 그 중에 같이 이민 생활을 했던 태진아와는 개인적으로 각별한 사이로 지내며 그와 함께 명콤비로 불리며 매년 《송대관 & 태진아 라이벌 콘서트》를 개최하고 있다. 2002년 58세에 아내 이정심이 작사한 《유행가》(이정심 작사/ 최정환 작곡)를 발표하였는데 이 곡은 2000년대 초반에 가장 크게 히트한 송대관의 노래로 화려한 의상, 엇박자 댄스를 선보여 젊은 층들이 즐겨 부른 트로트로 자리매김하였고 이후 《사랑해서 미안해》, 《내 녀자》, 《오래오래》를 부르며 활동해왔다. 2004년부터 2009년까지 태진아와 함께 《명인제약 이가탄》의 전속모델로 활약하였다. 2008년에는 김양을 스카우트하여 자신의 후계자로 선정하여 후배 양성에도 적극적인 노력을 하였고 그 해엔 남진의 뒤를 이어 제 2대 대한가수협회 회장에 취임했다.
송대관은 가수 외에도 배우로도 활동하여 2009년 KBS 드라마 《공주가 돌아왔다》, 2011년 SBS 드라마 《신기생뎐》이라는 두 편의 드라마에 조연으로 출연하면서 연기 실력을 뽐냈다. 또한 2009년 10월 31일에는 정읍시 출신의 국민가수이자 정읍시 홍보 대사이기도 한 송대관의 명성을 통해 정읍시와 내장산을 전국에 알리고 가요제의 명품화를 통해 정읍시의 이미지 향상을 꾀한다는 취지로 마련된 《정읍 송대관 가요제》가 처음 개최되어 차세대 트로트 유망주의 등용문이 되기도 하였다.
2015년 8월 13일에 부동산 투자 사기 혐의에 대해 무죄를 선고받고 풀려났으며, 이후 앞으로 열심히 살겠다는 의미로 노래 "딱 좋아"를 발표하였다.
주요 노래로는 "해 뜰 날", "차표 한 장", "분위기 좋고", "딱 좋아" 등이 있다.

## 사망
2025년 2월 6일 자택에서 설사를 계속 하고 기력도 떨어져 서울대학교병원 응급실을 찾았는데 응급실에 도착하자마자 갑작스럽게 심정지 증세를 일으켰고 심폐소생술까지 진행했으나 끝내 회복하지 못하고 유언 한 마디 남기지 못한 채 다음 날인 2월 7일 새벽 향년 78세로 숨을 거두었다. 빈소는 서울대학교병원 장례식장에 차려졌고, 함께 트로트 4대 천왕으로 활동한 태진아, 설운도, 그리고 그 외 동료 가수인 김흥국, 김성환 등의 가수가 다녀갔고 대한가수협회장을 지내고 있는 이자연은 영결식 진행을 맡았다. 직접적인 사망 원인은 심정지에 의한 사망이나, 과거 2013 ~ 2015년 아내로 인해 쓰게 된 부동산 투자 사기 혐의로 인해 받았던 스트레스가 빠른 사망을 불러온 것으로 추정된다. KBS의 주요 가요 프로그램인 가요무대, 전국노래자랑, 불후의 명곡 등도 그를 추모하는 헌정 영상과 추모 특집 방송을 진행했다. 유해는 서울추모공원에서 화장되어 경기도 안성시의 유토피아추모관에 안치되었다. 송대관이 사망하기 1년 전인 2024년 2월 20일 《첫차》, 《서울탱고》등의 노래로 유명했던 가수 방실이가 17년이 넘는 긴 투병 끝에 사망했고, 이후 다섯 달도 다 지나지 않은 7월 15일 《앉으나 서나 당신생각》《사랑은 나비인가봐》,《봉선화 연정》, 《사랑의 이름표》등의 노래로 유명했던 트로트 4대 천왕 중 한 명인 현철도 뇌경색과 척추 디스크 후유증 투병 끝에 사망했으며, 이후 반년이 채 안 지난 2025년 2월 7일 송대관까지 고인이 되면서 대한민국 가요계는 1년 새 세 명의 큰 별을 잃고 말았다.

## 학력
- 1959년 정읍태인국민학교 졸업
- 1962년 전주서중학교 졸업
- 1965년 전주영생고등학교 졸업

## 경력
- 2009년~2010년 한국방송예술진흥원 트롯학부 전임교수

## 데뷔
- 1967년 노래 [인정많은 아저씨]

## 앨범
- 2024년 《지갑이 형님》
- 2021년 《덕분에》
- 2020년 《송대관 베스트 (어이! 세월아)》
- 2018년 《한번 더》
- 2015년 《딱좋아》
- 2013년 《골든베스트》
- 2013년 《주님과의 약속》
- 2009년 《분위기 좋고》
- 2008년 《오래오래》
- 2006년 《새출발》
- 2005년 《Hightlight Album》
- 2003년 《송대관 골든앨범》
- 2001년 《조동산 작품집》
- 2000년 《최고가수상 수상기념 앨범》
- 1994년 《아내의 생일》
- 1993년 《큰소리 뻥뻥》
- 1992년 《차표 한장》
- 1991년 《네가 뭔데》
- 1989년 《정 때문에》
- 1979년 《아내와 같이》
- 1979년 《미야! 너는 어디에》
- 1978년 《당신이 가신다면》
- 1978년 《명동 나그네》
- 1977년 《나/모습이》
- 1977년 《효심/너뿐이야》
- 1976년 《부탁/누가 좋아하나요》
- 1976년 《모습이/그렇게 사랑했는데》
- 1975년 《해뜰날》
- 1971년 《세월이 약이겠지요》
- 1970년 《혼자랍니다》
- 1967년 《인정많은 아저씨》

## 출연작

### 뉴스
- 2011년 YTN 뉴스N이슈 : 이슈&피플 출연 (With. 태진아)

### 영화
- 1976년 《해뜰날》 - 송대관 역

### 드라마
- 2013년 TV조선 일일시트콤 《웰컴 투 힐링타운》 - 송대광 역
- 2011년 SBS 주말 특별기획드라마 《신기생뎐》 - 서생강 역
- 2009년 KBS 2TV 월화드라마 《공주가 돌아왔다》 - 용선생 역
- 1998년 SBS 일일시트콤 《순풍산부인과》 - 안경점 주인 역 (1998년 4월 30일 방송분 - 44회)

### 광고
- 2012년 《가평잣막걸리》(With. 태진아)
- 2011년 《황토코리아 돌침대》
- 2009년 《명인제약 이가탄》(With. 태진아, 정선경)
- 2008년 《명인제약 이가탄》(With. 태진아)
- 2007년 《명인제약 이가탄》(With. 태진아, 안문숙)
- 2006년 《명인제약 이가탄》(With. 태진아)
- 2005년 《명인제약 이가탄》(With. 태진아, 김자옥)
- 2004년 《명인제약 이가탄》(With. 태진아)
- 2000년 《롯데 닷컴》(With. 태진아)

### 시사,교양,예능프로그램
- 2020년 KBS 교양프로그램《6시 내고향》특별출연.
- 2015년 MBN 예능프로그램《속풀이쇼 동치미》
- 2013년 KBS 교양프로그램《퀴즈 대한민국》
- 2012년 SBS 교양프로그램《생방송 브라보 나눔로또》 508회
- 2012년 KBS 교양프로그램《스타 인생극장》
- 2012년 KBS 예능프로그램《불후의 명곡: 전설을 노래하다》
- 2012년 SBS 예능프로그램《GoShow》
- 2012년 채널A 예능프로그램《쇼킹》
- 2012년 MBC 예능프로그램《주병진 토크 콘서트》
- 2012년 MBN 예능프로그램《트로트가 간다》
- 2012년 JTBC 예능프로그램《퀴즈쇼 아이돌 시사회》
- 2011년 SBS 예능프로그램《강심장》
- 2010년, 2012년 KBS 예능프로그램《해피투게더》
- 2010년 MBC 예능프로그램《놀러와》
- 2010년, 2011년 MBC 예능프로그램《세바퀴》
- 2007년, 2008년 SBS 예능프로그램《퀴즈 육감대결》
- 2006년 KBS 예능프로그램《상상플러스》 세대공감 올드&뉴
- 2003년 MBC 예능프로그램《전파견문록》
- 2000년 KBS 교양프로그램《TV는 사랑을 싣고》
- 1990~2005년, 2008년, 2009년 KBS 예능프로그램《가족오락관》 게스트로 1년에 1~2회씩 출연.
- 1997년 KBS 예능프로그램 《코미디 세상만사》 - 이밤의 끝을 잡고 태진아, 김미화와 함께 출연.
- KBS 예능프로그램《전국노래자랑》, 《가요무대》 초대가수 다수 출연이 외에도 다수의 프로그램에 출연.

## 홍보대사
- 2016년 경기도 전통시장 및 골목상권 활성화 홍보대사
- 2012년 용산구 홍보대사
- 2010년 고양시 명예홍보대사
- 2010년 문화체육인 환경지킴이단 홍보대사
- 2009년 정읍시 관광홍보대사
- 2009년 전라북도 교육청 홍보대사
- 2009년 강남구 홍보대사
- 2008년 대구지방검찰청 서부지청 범죄피해자지원센터 홍보대사
- 2007년 국가보훈처 나라사랑 홍보대사
- 2006년 인천국제공항 출입국 홍보대사
- 2006년 제 3회 대한민국 지역혁신박람회 홍보대사
- 2003년 이산가족 홍보대사

## 수상
- 2020년 제1회 트롯어워즈 트롯 100년 가왕상
- 2016년 제1회 한국방송 가수대상 최고인기 가수상
- 2016년 제5회 대평가요대상 대상
- 2012년 제12회 대한민국 전통가요대상 남자 7대 가수상
- 2011년 트로트 대축제 우수 커플상
- 2011년 제19회 대한민국 문화연예대상 가요부문 가요대상
- 2006년 제16회 서울가요대상 성인가요부문 본상
- 2005년 제9회 SBS 가요대전 트로트부문상
- 2004년 제31회 한국방송대상 가수상
- 2003년 제7회 SBS 가요대전 트로트부문상
- 2003년 제23회 KBS 가요대상 최고가수상
- 2003년 제7회 SBS 가요대전 트로트부문상
- 2002년 제6회 SBS 가요대전 트로트부문상
- 2001년 제16회 골든디스크상 공로상
- 2000년 제20회 KBS 가요대상 본상
- 2000년 제7회 대한민국 연예예술대상 전통가요 가수상
- 1999년 제14회 대한민국 영상음반대상 골든 디스크 본상
- 1999년 제10회 서울가요대상 본상
- 1999년 MBC 10대 가수가요제 최고 가수상
- 1999년 일간스포츠 골든디스크 10대 가수상
- 1999년 제26회 한국방송대상 가수상
- 1999년 제13회 KBS 가요대상 올해의 가수상
- 1998년 제18회 KBS 가요대상 본상
- 1991년 제11회 KBS 가요대상 올해의 가수상
- 1991년 제4회 고복수 가요제 최우수 남자 가수상
- 1988년 제8회 KBS 가요대상 최고가수상
- 1978년 제13회 MBC 10대 가수가요제 10대 가수상
- 1977년 제12회 MBC 10대 가수가요제 10대 가수상
- 1976년 제11회 MBC 10대 가수가요제 10대 가수상
- 1976년 제11회 MBC 10대 가수가요제 최고인기가요상
- 1976년 제11회 MBC 10대 가수가요제 최고가수상

## 사건

### 표절
1975년에 발표한 곡인《해뜰날》을 1981년에 제이 가일즈 밴드가《Centerfold》라는 곡으로 표절하였다. 그러나 당시 대한민국과 미국 사이에 저작권 관련 조약이 전혀 없고 대한민국에서도 저작권에 대한 개념이 전무한 상황이라서 송대관은 웃고 넘겼다고 회고하였다. 《Centerfold》는 당시 빌보드 메인 차트에서 6주 동안 1위를 했다. 이후 27년이 지난 1998년에 발표한《네 박자》를 같은 해 미국의 가수 엥쥬가《Sorry, sorry, I am sorry》라는 곡으로 표절했다. 이 무렵은 대한민국과 미국 사이의 저작권 관련 조약이 체결되었기 때문에 국내에서도 저작권에 대한 개념이 확립되어 송대관은 이의를 제기하여 이 곡에 대하여 표절을 판명받았다.

### 부동산 투자 사기 혐의
2013년 10월에 송대관 부부는 캐나다 교포 A씨가 소유하고 있는 충청남도 보령시 남포면 일대 토지를 개발해 분양한다며 투자금 명목으로 A씨에게 4억 1400만원을 받고 나서 개발도 하지 않고 투자금도 돌려주지 않은 혐의로 피소되었다. 또한 송대관은 음반 홍보 자금을 빌미로 A씨에게 1억 원을 빌린 후 갚지 않았다는 혐의도 받았다.
2014년 9월 3일에 검찰은 송대관에게 징역 1년 6개월을, 아내 이정심에게는 2년 6개월의 징역형을 구형하였다. 그해 10월 14일에 서울서부지방법원은 송대관에게 징역 1년 2개월에 집행유예 2년을 선고하였고, 아내 이정심에게 징역 2년을 선고하였다. 이정심은 선고 직후 법정구속되었다. 송대관은 재판부의 판결은 존중하나 억울한 면이 있다며 항소하겠다는 의사를 밝혔고 10월 17일에 항소장을 제출하였다.
2014년 12월 23일에 KBS와 MBC는 송대관에 대해 출연정지 처분을 내렸다. 아내 이정심은 2015년 1월 2일에 보석으로 80일만에 석방되었다.
2015년 8월 13일에 열린 항소심 재판에서 서울서부지방법원은 송대관에게 무죄를, 아내 이정심에게는 집행유예 3년을 선고하였다. 항소심 재판부는 송대관이 이 사건에 주도적으로 관여했다는 증거가 희박하다며 무죄를 선고하였다고 밝혔다. 아내 이정심은 피해액 상당량을 변제한 사실이 감형의 배경이 된 것으로 알려졌다. 송대관은 선고 직후 기자들에게 "이번 무죄 판결은 사필귀정이다. 당연한 결과라고 생각하고 무죄를 선고 받아서 매우 행복하다."는 심경을 전했다. 또한 송대관은 "팬분들께는 이번 일로 심려를 끼쳐 드려 죄송하고, 앞으로는 열심히 봉사를 하면서 살겠다."는 다짐을 밝혔다.
2015년 11월 12일에 열린 상고심 재판에서 대법원이 송대관에게 무죄를 선고하며 송대관은 사기 혐의를 완전히 벗었다. 그해 11월 18일에 KBS는 송대관에 대한 출연정지 처분을 해제하였고,MBC는 11월 24일에 송대관에 대한 출연정지 처분을 해제하였다.